# Красностуденческий проезд
Красностуде́нческий прое́зд (до 1925 года — Ива́новский прое́зд либо до 17 декабря 1925 года — Чуви́кин прое́зд, до 1922 года — Да́чный прое́зд) — проезд в Северном административном города Москвы на территории Тимирязевского района.

## История
Проезд получил современное название в связи с постройкой здесь корпусов общежития студентов Московской сельскохозяйственной академии имени К. А. Тимирязева, приставка «Красно-» носит идеологический характер. До 1925 года назывался Ива́новский прое́зд по фамилии одного из домовладельцев (по другим данным — до 17 декабря 1925 года назывался Чуви́кин прое́зд, до 1922 года — Да́чный прое́зд).

## Расположение
Красностуденческий проезд проходит от Дмитровского шоссе на юго-запад до Тимирязевской улицы, с юго-востока к нему примыкают Ивановская улица и улица Дубки. Нумерация домов начинается от Дмитровского шоссе.

## Примечательные здания и сооружения

### По нечётной стороне
- № 11 и № 15 — типовые жилые дома довоенной постройки. В доме № 11 жил биолог П. П. Вавилов[4]. На доме № 15 в рамках проекта «Последний адрес» 24 мая 2015 года была установлена табличка в память о его репрессированном жильце, директоре музея А. Я. Буше.
- владение 17  памятник архитектуры (вновь выявленный объект) - Остановка «Красностуденческий проезд» — старейший в Москве остановочный павильон, расположенный на линии парового трамвая — первого механического городского транспорта Москвы.

### По чётной стороне
- № 4 корп. 2 и № 6 — жилые комплексы Сельскохозяйственной академии имени К. А. Тимирязева.

## Транспорт

### Автобус
- 82: от Дмитровского шоссе до Тимирязевской улицы и обратно.
- 87: от Дмитровского шоссе до Тимирязевской улицы и обратно.
- 319: от Тимирязевской улицы до Дмитровского шоссе.
- 604: от Тимирязевской улицы до Дмитровского шоссе.
- 692: от Дмитровского шоссе до Тимирязевской улицы и обратно.

### Метро
- Станции метро «Петровско-Разумовская» Серпуховско-Тимирязевской и Люблинско-Дмитровской линий — северо-восточнее проезда, на Дмитровском шоссе, недалеко от примыкания к нему Верхней аллеи.
- Станция метро «Тимирязевская» Серпуховско-Тимирязевской линии — юго-восточнее проезда, на Дмитровском шоссе.

### Трамвай
В месте пересечения с современной улицей Дубки находится уникальный павильон ожидания трамвая (остановка «Красностуденческий проезд», направление от центра), признанный памятником истории и культуры. С 1886 по 1922 год в этом районе пролегала линия парового трамвая от Бутырской Заставы (ныне площадь Савёловского Вокзала) до Петровской (Тимирязевской) академии. В 1922 году по линии паровика пустили электрический трамвай. В разные годы здесь ходили маршруты: 1, 5, 12, 27, 50. С 1965 года здесь работает 27 маршрут, который соединяет район Коптево и усадьбу Михалково с ТСХА и Бутырским районом.

### Железнодорожный транспорт
- Платформа Тимирязевская Савёловского направления Московской железной дороги — юго-восточнее проезда, между Дмитровским шоссе и улицей Фонвизина.
- Платформа Петровско-Разумовская Ленинградского направления Октябрьской железной дороги — севернее проезда, между улицей Линии Октябрьской Железной Дороги и Валаамской улицей.
- Петровско-Разумовская Савёловского направления Московской железной дороги.